# Marek Koenigstein

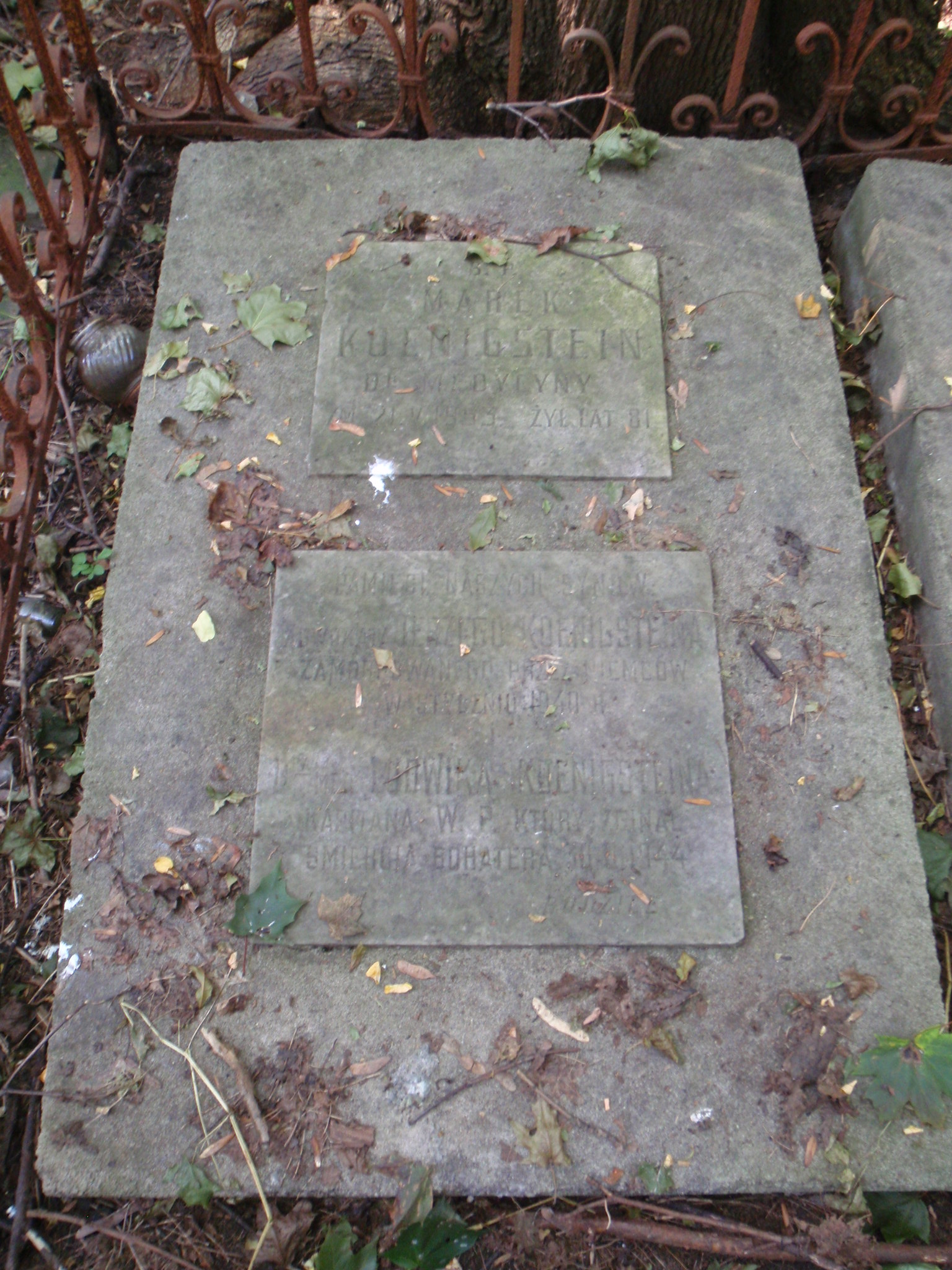
Grób Marka Koenigsteina na cmentarzu żydowskim w Warszawie

Marek Koenigstein, także Kenigstein (ur. 1871, zm. 21 maja 1953 w Warszawie) – polski lekarz, otorynolaryngolog żydowskiego pochodzenia. 
Dyplom lekarza otrzymał w 1899. Praktykował w Warszawie przy Marszałkowskiej 137. Pochowany jest na cmentarzu żydowskim przy ulicy Okopowej w Warszawie. Z małżeństwa z Romaną z domu Goldsobel (1880–1955) miał dwóch synów, którzy zginęli podczas II wojny światowej. Jerzy, który był adwokatem został zamordowany w styczniu 1940 przez Niemców; Ludwik (1904–1944), lekarz i kapitan Wojska Polskiego, uczestnik powstania warszawskiego, zginął 30 sierpnia 1944.

## Wybrane prace
- O niezwykłej postaci krwawienia nosowego. Warszawskie Czasopismo Lekarskie (1936)
- O t. zw. nawrotowem zapaleniu wyrostka sutkowego. Kwartalnik Kliniczny Szpitala Starozakonnych 6, 2 (1927)
- O wartości leczniczej adrenaliny w cierpieniach nosa, uszu, gardła i krtani. Gazeta Lekarska (1903)